# Fresnel (jednostka)
Fresnel – jednostka częstotliwości. W układzie SI jednostka ta jest równa jednemu terahercowi (THz).
1 fresnel = 1 THz = 1012 Hz = 1012 s-1
Nazwa fresnel pochodzi od nazwiska fizyka francuskiego Augustina Jeana Fresnela (1788–1827).